# Constantino Pais Sarmento
 Constantino Pais Sarmento  (ilha Graciosa, Açores, Portugal — ?) foi um político português. Saiu dos Açores e foi viver para Portugal continental onde esteve largos anos, passando também pela Galiza e algumas das antigas Províncias Portuguesas do Ultramar. 
Voltando à ilha de São Jorge, estabeleceu-se nas Velas nos princípios do século XVII.
Era parente muito próximo do capitão-mor da mesma vila António Garcia Sarmento. Casou com Isabel Teixeira Fagundes, de quem houve o celebre Dr. António Garcia Sarmento, que viveu em Angra do Heroísmo.
O padre Manuel Luís Maldonado diz dele o seguinte: António Garcia Sarmento, (…) foi filho de Constantino Pais Sarmento, oriundo da ilha Graciosa, um dos homens principais daquela ilha. (…) quando o capitão Vital de Bettencourt foi enviado à ilha terceira para aclamação rei D. João IV, nas ilhas do Faial, Pico e São Jorge, substabeleceu os seus poderes na pessoa do dito Constantino Pais, com destino de ele ir a ilha Graciosa fazer aquela diligencia, que com enfeito fez.
Em 6 de Maio de 1658 fez Constantino Pais Sarmento seu testamento nas Velas. Contava então 80 anos de idade.